# الاحتجاجات الطلابية المؤيدة لفلسطين في جامعة بنسلفانيا 2024
في 25 أبريل أقام طلاب جامعة بنسلفانيا مخيمًا للاحتجاج على الحرب الفلسطينية الإسرائيلية 2023 وللدعوة إلى سحب الاستثمارات من إسرائيل. سمي المخيم "مخيم التضامن مع غزة"،  وكان جزءًا من سلسلة من الاحتجاجات المؤيدة للفلسطينيين لعام 2024 في الجامعات. وفي 10 مايو داهمت الشرطة المخيم واعتقلت المتظاهرين.

## خلفية
شهدت جامعة بنسلفانيا جدلًا محتدمًا لعدة أشهر أعقبت استقالة ليز ماجيل، وذلك بعد ردود فعل عنيفة أعقبت جلسة استماع في الكونجرس. كانت الجامعة قد علّقت في 20 أبريل نشاط "بن ضد الاحتلال"، وهي منظمة طلابية داعمة للقضية الفلسطينية، وذلك بدعوى عدم التزامها بسياسات الجامعة.
وفي المقابل، نفت "بن ضد الاحتلال" صحة الادعاءات، مؤكدة أن التحقيق في تعليق أنشطتها لم يُستكمل، وأن الجامعة لم تحدد معايير واضحة لقرار تعليق أنشطتها.
ولم تقتصر ردود الفعل على تعليق أنشطة المنظمة، بل طالبت "منظمة طلاب مسلمي أمريكا" (MSA) في جامعة بنسلفانيا من لجنة الشؤون العامة في الجامعة بإجراء استفتاءات متنافسة على مستوى الهيئة الطلابية. وتضمنت خيارات الاستفتاء المقترح التصويت على سحب الاستثمارات من إسرائيل أو الحفاظ عليها.

## الأحداث

### 25 أبريل - 9 مايو: المخيم
شهدت جامعة بنسلفانيا سلسلة من الاحتجاجات والمواجهات المتوترة خلال ربيع عام 2023، بدأت بمسيرة انطلقت من فيلادلفيا سيتي هول، ضمت أعضاء هيئة التدريس وطلاباً من جامعة دركسل، باتجاه حرم جامعة بنسلفانيا، حيث أقاموا مخيماً احتجاجياً في منطقة الكلية الخضراء بالحرم الجامعي.
في 28 أبريل، دخل رجل يرتدي قميصًا مؤيدًا لإسرائيل ويحمل سكينًا إلى حفل عيد الفصح الذي أقيم في المخيم، قبل مصادرة سكاكينه واعتقاله. قام حراس الإطفاء في جامعة بنسلفانيا بإخلاء المخيم بدعوى وجود "مخاطر الحرائق" في نفس اليوم. ويُقال أن بعض المتظاهرين رددوا هتافات مثيرة للجدل مثل "القسام، اجعلنا فخورين، اسقط جندياً آخر"، ورسموا شعارات على النصب التذكاري أمام مكتبة فان بيلت.
وفي اليوم التالي، تسبّب رجل يعرّف عن نفسه "صهيوني مسيحي" باستفزاز المتظاهرين بعلمٍ إسرائيليٍ كبير، ودخل معهم في جدال صاخب استمر لساعتين قبل أن يُجبر على مغادرة المكان.
وتفاقمت حدة الأحداث في الأول من مايو، بعد إلقاء مادة كيميائية مجهولة على المخيم، ما أدى إلى اعتقال شخص على صلة بالحادث. وفي 8 مايو وسع المحتجون مخيمهم ليشمل مناطق إضافية في الكوليدج جرين، مبررين ذلك بـ"استمرار المفاوضات السيئة النية" من قبل إدارة الجامعة.

### 10 مايو: مداهمة الشرطة واحتجاج لاحق
في 10 مايو، اقتحمت قوات الشرطة المخيم وقامت بتفكيك الخيام والممتلكات الأخرى،  واعتقلت 33 متظاهراً، من بينهم 9 طلاب من جامعة بنسلفانيا،  بالإضافة إلى 5 من أعضاء هيئة التدريس الذين حاولوا منع سيارات الشرطة من دخول المخيم. وأثار رد فعل الجامعة العنيف استقالة رئيس مجلس أعضاء هيئة التدريس، احتجاجاً على استخدام العنف ضد الطلاب.
وعلى إثر هذه الأحداث، نظم الطلاب احتجاجات مضادة شملت محاولة اقتحام قاعة فيشر بينيت، وتنظيم مسيرة صاخبة باتجاه منزل الرئيس المؤقت للجامعة لاري جيمسون، تخللتها اتهامات للشرطة باستخدام العنف المفرط. أثناء الصراخ، هز المتظاهرون بوابة المنزل قبل أن يتم فتحها بالقوة، مما سمح لاثنين من المتظاهرين بدخول أرض المنزل قبل أن يتم صدهما على الفور. وزعم المتظاهرون وقوع حادثتين اعتداء من الشرطة، مما تسبب في توقف المسيرة لعدة دقائق حتى يتمكن المسعف من رعاية أحد المتظاهرين.

### 18 مايو: محاولة التخييم
حاولت مجموعة من الطلاب السيطرة على قاعة فيشر بينيت داخل الحرم الجامعي وأطلقوا عليها اسم "قاعة رفعت العرير"، وذلك كرد فعل على تفكيك مخيمهم الاحتجاجي وما اعتبروه "تصعيدات متعمدة" من قبل إدارة الجامعة. وسرعان ما تدخلت الشرطة واعتقلت 19 متظاهراً، من بينهم 7 طلاب من جامعة بنسلفانيا. وأفادت الأنباء أن إحدى المتظاهرات المعتقلات تعرضت لوعكة صحية أثناء الاعتقال، واضطرت لطلب المساعدة الطبية بعد تعرضها لضربة على رأسها من قبل أحد رجال الشرطة. وتجمع عدد من المتظاهرين المؤيدين للقضية الفلسطينية بالقرب من قاعة فيشر بينيت، في حين فرضت قوات الشرطة طوقاً أمنياً حول المنطقة. ثم توجه المتظاهرون نحو فعالية  مُقامة لخريجي جامعة بنسلفانيا، وقاموا باقتحامها من خارج بوابات متحف بنسلفانيا، مما أدى إلى تعطيلها وإلى إنهائها قبل موعدها المحدد.

### أحداث لاحقة
أنشيء مخيم احتجاج جديد في جامعة دركسل الواقعة شمال حرم جامعة بنسلفانيا في 19 مايو. ومُنع بعض طلاب جامعة بنسلفانيا الذين شاركوا في الاعتصامات من المشاركة في حفل التخرج الذي أقيم في 20 مايو، الأمر الذي أثار حفيظة الطلاب ودفعهم إلى تنظيم المزيد من الاحتجاجات. وقد اشتكى بعض الطلاب من تعرضهم للمضايقات وأبدى حراس الأمن سلوكاً عدائياً ضدهم أثناؤ حفل التخرج بسبب ارتدائهم الكوفية الفلسطينية. كما قامت إدارة الجامعة بمنع 24 شخصاً من غير المنتسبين للجامعة والذين كانوا متواجدين في مخيم الاحتجاج من دخول الحرم الجامعي.

## استجابات
دعا الحاكم جوش شابيرو الجامعة إلى تفكيك المخيم،  وبعد تفكيكه أشاد كل من شابيرو والسيناتور بوب كيسي جونيور بقرار الجامعة.